# Manzano, Friuli-Venezia Giulia
Manzano är en ort och kommun i regionen Friuli-Venezia Giulia i Italien och tillhörde tidigare även provinsen Udine som upphörde 2018. Kommunen hade 6 442 invånare (2018).